# قوانين مكافحة تمازج الأجناس في الولايات المتحدة
قوانين مكافحة تمازج الأجناس (المعروفة أيضًا باسم قوانين تمازج الأجناس) في الولايات المتحدة، هي قوانين ولاية أقرّتها الولايات بشكل فردي لحظر الزواج والجنس بين الأعراق المختلفة.
كانت قوانين مكافحة تمازج الأجناس جزءًا من القانون الأمريكي، وتبنتها بعض الدول قبل تأسيس الولايات المتحدة. ألغت معظم الولايات حظرها على الزواج بين الأعراق بحلول عام 1967، وذلك عندما قضت المحكمة العليا في قضية لوفينغ ضد فرجينيا بعدم دستورية مثل هذه القوانين في الولايات المتبقية. استُخدم مصطلح تمازج الأجناس لأول مرة في عام 1863 خلال الحرب الأهلية الأمريكية من قبل الصحفيين الأمريكيين، وتعمدوا ذلك للطعن في حركة إلغاء العنصرية عن طريق إثارة النقاش حول احتمال حدوث زواج بين الأعراق بعد إلغاء العبودية.
يُعامل تمازج الأجناس عادةً كجرم، وتمنع القوانين مشاركة الأعراق المختلفة في احتفالات الزواج، وتحظر تنفيذ مثل هذه الاحتفالات المختلطة. لا يُحكم على الأفراد المقبلين على الزواج عادةً بتهمة تمازج الأجناس فقط، ولكن تُوجّه إليهم تهم ارتكاب جرائم الزنا أيضًا. حظرت جميع قوانين مكافحة تمازج الأجناس زواج البيض من الأعراق الأخرى وخاصة السود، وزواج الأمريكيين الأصليين والآسيويين.
تجرِّم قوانين مكافحة تمازج الأجناس أيضًا التعايش والجنس بين البيض وغير البيض في العديد من الولايات. حظرت ولاية أوكلاهوما أيضًا الزواج «بين شخص من أصل أفريقي» و«أي شخص ليس من أصل أفريقي» في عام 1908، وحظرت ولاية لويزيانا الزواج بين الأمريكيين الأصليين والأمريكيين الأفارقة في عام 1920، وحظرت ولاية ماريلاند الزواج بين السود والفلبينيين في عام 1935، وذلك في حين أنه غالبًا ما تُعتبر هذه القوانين بأنها ظاهرة ذات منشأ جنوبي، إلا أنها مُعتمدة من قبل معظم الولايات الغربية وولايات السهول.
لم تُسن قوانين ضد الزواج المختلط عرقيًا على مستوى البلاد، وذلك على الرغم من اقتراح تعديلات لهذه القوانين في كونغرس الولايات المتحدة في عام 1871 و1912-1913 و1928. لم تفرض أي محكمة في الولايات المتحدة حظرًا على الزواج بين الأعراق قبل صدور حكم المحكمة العليا في كاليفورنيا في قضية بيريز ضد شارب (1948). قضت المحكمة العليا في الولايات المتحدة بالإجماع في قضية لوفينغ ضد فرجينيا بعدم دستورية قوانين مكافحة تمازج الأجناس في عام 1967.
طلبت ثماني ولايات من الأزواج في 9 أيلول/سبتمبر لعام 2019 إعلان خلفيتهم العرقية عند التقدم بطلب للحصول على رخصة زواج، والتي لا يمكنهم عقد الزواج بدونها، والولايات هي كونيتيكت وديلاوير وكنتاكي ولويزيانا ومينيسوتا وفرجينيا ونيو هامبشاير وألاباما. طُعن في قانون فرجينيا في المحكمة في 9 أيلول/سبتمبر في عام 2019.

## الحقبة الاستعمارية
سُنّت أولى القوانين التي تجرّم الزواج والجنس بين البيض وغير البيض في الحقبة الاستعمارية في المستعمرات الإنجليزية في فرجينيا وماريلاند، واللتان كانتا تعتمدان اقتصاديًا على الرق.
تعلقت القوانين الأولية في الستينيات من القرن الماضي في فرجينيا وميريلاند بزواج البيض مع العبيد السود (والمولاتو) وخادماتهم الملزمين، فكانت تُنظم الزواج بين البيض والسود فقط. سنت ولاية ماريلاند قانونًا يجرّم مثل هذه الزيجات في عام 1664. كان زواج نيل باتلر ذو الأصل الإيرلندي من إحدى النساء الأفريقيات العبيد في عام 1681 مثالًا مبكرًا على تطبيق هذا القانون.
كانت ولاية فرجينيا أول مستعمرة إنجليزية في أمريكا الشمالية تصدر قانونًا يحظر زواج البيض من السود في عام 1691، وتليها ولاية ماريلاند في عام 1692. كانت هذه هي المرة الأولى في التاريخ الأمريكي التي يُبرم فيها قانون يحصر شروط الزواج على أساس العرق وليس الطبقة أو حالة العبودية. انتشرت هذه القوانين أيضًا في المستعمرات الثلاثة عشر في وقت لاحق مع عدد أقل من العبيد والسود الأحرار مثل ولاية بنسلفانيا وماساتشوستس. علاوة على ذلك، سُنّت قوانين مماثلة في الأقاليم والولايات الأمريكية التي تحظر الرق بعد استقلال الولايات المتحدة.
أُحضر عدد كبير من الخدم العاملين في المستعمرات البريطانية الأمريكية من شبه القارة الهندية من قبل شركة الهند الشرقية البريطانية. أثّرت قوانين مكافحة تمازج الأجناس التي لا تدعم زواج الأعراق بين الأمريكيين البيض وغير البيض على المهاجرين من جنوب آسيا في القرن السابع عشر، فصُنفت مثلًا طفلة أوروآسيوية ولدت لأب هندي وأم إيرلندية في ماريلاند في عام 1680 على أنها من المولاتو وتُباع في تجارة الرقيق.
استمرت قوانين مكافحة تمازج الأجناس في بداية القرن العشرين أيضًا. جُرّدت زوجة الباحث الهندي تاراك ناث داس الأمريكية البيضاء والثورية البنغالية التي تُدعى ماري داس من جنسيتها الأمريكية، ويعود سبب ذلك إلى زواجها من شخص أجنبي غير مؤهل للحصول على الجنسية.
أصدرت الحكومة الفرنسية قانون السود في عام 1685، واقتصر على ولاية لويزيانا التي حظرت زواج الكاثوليك وغير الكاثوليك في تلك المستعمرة، ولكن لم تحظر التعايش والجنس بين الأعراق. تتعلق حالة الأطفال سواء كانوا حرين أم عبيد بحالة الأم. كان الزواج بين الأعراق ممكنًا بموافقة الوالدين دون سن 25 عامًا وبدون ذلك عندما كان الشركاء أكبر سناً أثناء الحكم الإسباني. حُظِر الزواج بين الأعراق مرة أخرى في عام 1806 بعد ثلاث سنوات من سيطرة الولايات المتحدة على الحكم.
تُجادل الكاتبة جاكلين باتالورا بأن القوانين الأولية التي تحظر الزواج بين البيض والسود، والتي سُنّت في فرجينيا وماريلاند كانت استجابة من جانب المزارعين النخبويين للمشاكل التي يواجهونها بسبب الديناميات الاجتماعية والاقتصادية لنظام المزارع في المستعمرات الجنوبية. تشكّل الحظر في ولايتي فرجينيا وميريلاند في وقت لم يسيطر فيه الطابع المؤسسي الكامل على العبودية. كان معظم العمال المُجبرين على العمل في المزارع من الخدم المُلزمين، وكان معظمهم من الأوروبيين.

## بعد الاستقلال الأمريكي

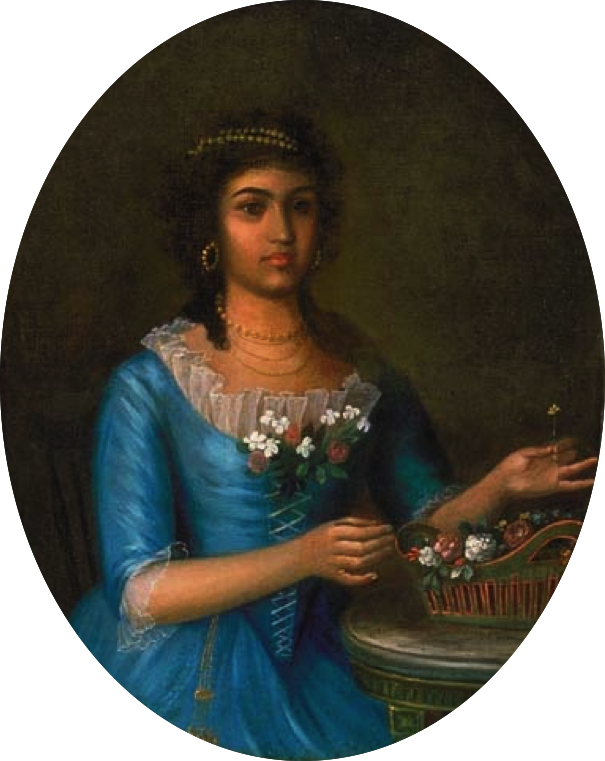
لويزيانا الاستعمارية، 1795: صورة لماريان سيليست دراغون ديمتري، (1777 - 1856)، امرأة "مختلطة العرق"، ترتدي ملابس أنيقة في ذلك العصر.

فرضت سبعة مستعمرات أعلنت استقلالها من أصل ثلاثة عشر مستعمرة قوانين ضد الزواج بين الأعراق في عام 1776. أثّر إلغاء العبودية تدريجياً في الشمال بعد الاستقلال على إنفاذ قوانين مكافحة تمازج الأجناس. كان هناك استثناء من بنسلفانيا التي ألغت قانون مكافحة تمازج الأجناس في عام 1780 إلى جانب بعض القيود الأخرى المفروضة على السود الأحرار، وذلك عندما سنت مشروع قانون للإلغاء التدريجي للعبودية في الولاية.
شرّعت كل من ولاية أركنساس وفلوريدا ولويزيانا وميسيسيبي وتكساس وساوث كارولينا وألاباما قانون الزواج بين الأعراق لعدة سنوات خلال فترة إعادة التنظيم. لم تُطبق قوانين مكافحة تمازج الأجناس وألغيت من قبل المحاكم أو ألغتها حكومة الولاية (في أركنساس ولويزيانا). أُعيد سن قوانين لمكافحة تمازج الأجناس، وفُرضت مرة أخرى على الجنوب خلال فترة الخلاص بعد تولي الديمقراطيين البيض للسلطة، وسُنت قوانين جيم كرو في الجنوب والتي فرضت أيضًا أشكالًا من التفرقة العنصيرية. يحظر دستور فلوريدا الجديد لعام 1888 الزواج بين شخص أبيض وشخص من أصل زنجي". (المادة 16، الفقرة 24)
ألغت بعض الولايات الشمالية والغربية قوانين مكافحة تمازج الأجناس بشكل دائم خلال القرن التاسع عشر. استمرت الدول الغربية المُنشأة حديثًا في سن قوانين تحظر الزواج بين الأعراق في أواخر القرن التاسع عشر وأوائل القرن العشرين. فرضت 30 ولاية من أصل 48 ولاية قوانين مكافحة تمازج الأجناس بين عامي 1913 و1948. لم تسنّ كونيتيكت ونيو هامبشاير ونيويورك ونيو جيرسي وفيرمونت ويسكونسن ومينسوتا وألاسكا وهاواي ومقاطعة كولومبيا هذه القوانين أبدًا.

## إلغاء قوانين مكافحة تمازج الأجناس بين عامي 1948 و1967
بدأ التشكيك في دستورية قوانين مكافحة تمازج الأجناس على نطاق واسع بعد الحرب العالمية الثانية. في عام 1948، قضت المحكمة العليا في كاليفورنيا في قضية بيريز ضد شارب بأن قانون مكافحة تمازج الأجناس في كاليفورنيا ينتهك التعديل الرابع عشر لدستور الولايات المتحدة وبالتالي فهو غير دستوري. كانت هذه هي المرة الأولى منذ إعادة التنظيم التي أعلنت فيها محكمة الولاية أن قانون مكافحة تمازج الأجناس غير دستوري، وكانت ولاية كاليفورنيا أول ولاية تلغي قانون مكافحة تمازج الأجناس بعد ولاية أوهايو في عام 1887.
أُلغيت وغُيِّرت قوانين مكافحة تمازج الأجناس في الولايات بشكل تدريجي خلال الخمسينيات من القرن الماضي إلا في الجنوب، وكان إلغاء قوانين مكافحة تمازج الأجناس لا يزال قضية مثيرة للجدل في الولايات المتحدة في الخمسينيات من القرن الماضي حتى بين مؤيدي الدمج العرقي.
كتبت المنظّرة السياسية واللاجئة اليهودية من ألمانيا النازية والهاربة من أوروبا أثناء الهولوكوست هانا أرندت مقالة رداً على أزمة ليتل روك في عام 1958، وهي نضال الحقوق المدنية من أجل الدمج العرقي في المدارس العامة الذي حدث في ليتل روك في أركنساس في عام 1957، وقالت إن قوانين مكافحة تمازج الأجناس كانت ظلمًا أعمق من التفرقة العنصرية في المدارس العامة، وقالت في مقالة بعنوان «تأملات في ليتل روك» إن حرية اختيار أحد الزوجين هي «حق إنساني أساسي»: «وتُعتبر الحقوق السياسية مثل الحق في التصويت وجميع الحقوق الأخرى المذكورة في الدستور تقريبًا ثانوية بالنسبة لحقوق الإنسان الأساسية الثابتة كحقوق» الحياة والحرية والسعي وراء السعادة«المعلنة في إعلان الاستقلال، وينتمي الحق في المنزل والزواج إلى هذه الفئة دون شك».
تعرضت أرندت لانتقادات شديدة من زملائها الليبراليين الذين كانوا يخشون أن تثير مقالتها المخاوف العنصرية المشتركة بين البيض، وبالتالي تعيق نضال الأميركيين من أصل أفريقي في سبيل الحقوق المدنية والتكامل العنصري.
عكس تحليل أرندت لمركزية القوانين ضد الزواج بين الأعراق إلى تفوق الأبيض لاستنتاجات الاجتماعي والاقتصادي جونار ميردال. عمل ميردال في مقالته «الاتجاهات الاجتماعية في أمريكا والنهج الاستراتيجية لمشكلة الزنوج» في 1948 على تصنيف المجالات الاجتماعية التي فرض فيها البيض الجنوبيين قيودًا على حرية الأمريكيين الأفارقة من خلال الفصل العنصري من الأقل إلى الأكثر أهمية كالتالي: الوظائف والمحاكم والشرطة والسياسة والمرافق العامة الأساسية والمساواة الاجتماعية بما في ذلك الرقص والمصافحة والزواج.
أفاد هذا في إسقاط الحواجز التي تحول دون إلغاء التمييز العنصري تحت ضغط احتجاجات حركة الحقوق المدنية الناشئة، فتراجع التمييز القانوني في الجيش والتعليم والخدمات العامة الأساسية أولًا، ورفعت القيود المفروضة على حقوق التصويت للأمريكيين من أصل أفريقي.
عارض معظم الأمريكيين البيض في الخمسينيات الزواج بين الأعراق، ولم يروا أن القوانين التي تحظر الزواج بين الأعراق بأنها إهانة لمبادئ الديمقراطية الأمريكية. أظهر استطلاع أجرته مؤسسة غالوب في عام 1958 أن 94% من الأميركيين البيض لا يوافقون على الزواج بين الأعراق. سرعان ما تغيرت المواقف تجاه حظر الزواج بين الأعراق بعد ذلك.
ساعدت منظمات الحقوق المدنية الأزواج المختلطين عرقيًا والذين عوقبوا بسبب علاقاتهم على رفع قضاياهم إلى المحكمة العليا بحلول الستينيات. رفضت المحكمة إصدار الأحكام في مثل هذه الحالات منذ قضية بيس ضد ألاباما، وقررت محكمة وارن إصدار حكم في قضية الزوجين المختلطين عرقيًا من ولاية فلوريدا واللذان أُدينا بسبب تعايشهم مع بعضهما. قضت المحكمة العليا بأن قانون ولاية فلوريدا الذي يحظر التعايش بين البيض وغير البيض غير دستوري في قضية ماكلولين ضد فلوريدا، ويستند فقط إلى سياسة التمييز العنصري.